# Domestic Bumblebees
The Domestic Bumblebees är en blues/rock'n'roll-trio från Stockholm. Bandet bildades på en liten klubb som heter “Jumpin’ The Cellar” i november 2004 av tre medlemmar från rhythm & blues-bandet Danny & the Cappers. Bandet har en längre tid varit husband på klubben Rocket Room på Debaser i Stockholm.
The Domestic Bumblebees spelar i såväl Europa som USA. Några större festivalspelningar är: Belgium Rhythm & Blues Fest, Belgien (2010)
Rockabilly Rave, England (2010) Viva Las Vegas, U.S.A (2009) Screamin’ Weekender, Spanien (2008) Rocking Around Turnhout, Belgien (2008) Walldorf Weekender, Tyskland (2008) Let’s Get Wild, Tyskland (2007), Summer Jamboree, Italien (2007), High Rockabilly, Spanien (2007), Rhythm Riot, England (2007).

## Medlemmar
- Daniel Kordelius – sång, gitarr
- Johan Svensson – trummor, bakgrundssång
- Tobias Einestad – ståbas, gitarr, bakgrundssång

## Diskografi
Studioalbum
- 2006 – Let's Play a Little While (Enviken Records)[4]
- 2007 – Break Up Bop (Enviken Records)[5]
- 2008 – Rocker No. 1 (med Harmonica Sam, Enviken Records)[6]
- 2009 – Crying For More (Enviken Records)[7]
- 2015 – Cheater (Enviken Records)[8][9]

Singlar
- 2009 – "Good Time Blues" / "The Rash" (7" vinyl, Enviken Records)

Samlingsalbum
- 2013 – Break Up Bop / Crying For More (Part Records)